# Ceratina flavovaria
Ceratina flavovaria là một loài Hymenoptera trong họ Apidae. Loài này được Gussakovsky mô tả khoa học năm 1933.